# Bettine Jahn
Bettine Gärtz-Jahn (Magdeburgo, 3 agosto 1958) è un'ex ostacolista tedesca.
In carriera è stata campionessa mondiale dei 100 metri ostacoli ad Helsinki 1983.

## Record nazionali

### Seniores
- 100 metri ostacoli: 12"42 ( Berlino, 8 giugno 1983)

## Palmarès
| Anno | Manifestazione  | Sede     | Evento   | Risultato | Prestazione | Note                  |
| ---- | --------------- | -------- | -------- | --------- | ----------- | --------------------- |
| 1980 | Giochi olimpici | Mosca    | 100 m hs | 7ª        | 12"93       |                       |
| 1982 | Europei indoor  | Milano   | 60 m hs  | Argento   | 8"00        |                       |
| 1982 | Europei         | Atene    | 100 m hs | 4ª        | 12"55       |                       |
| 1983 | Europei indoor  | Budapest | 60 m hs  | Oro       | 7"75        | Record dei campionati |
| 1983 | Mondiali        | Helsinki | 100 m hs | Oro       | 12"35 w     |                       |

## Altre competizioni internazionali
1983
- Coppa Europa di atletica leggera ( Londra)